# Na špatné straně
Na špatné straně (v originále Dragged Across Concrete) je neo-noir kriminální thriller z roku 2018, který napsal a režíroval S. Craig Zahler. Hraje v něm herecký ansámbl, který tvoří Mel Gibson, Vince Vaughn, Tory Kittles, Michael Jai White, Jennifer Carpenter, Laurie Holden, Fred Melamed, Thomas Kretschmann a Don Johnson. Příběh vypráví o dvou přátelích z dětství a dvou policejních detektivech, kteří jsou suspendováni za policejní brutalitu a kteří se v zoufalé potřebě peněz zapletou do loupeže provedené profesionálním zlodějem.
Zahler začal pracovat na filmu hned poté, co dokončil vývoj svého předchozího filmu Blok 99, v němž si rovněž zahráli Vaughn, Carpenter, Johnson a Kier. Vaughn doporučil Zahlera Gibsonovi, s nímž předtím pracoval na filmu Hacksaw Ridge, a Gibson souhlasil, že si ve filmu zahraje, později ho následovali Kittles a White. Natáčení probíhalo ve Vancouveru od července do září 2017 při produkčním rozpočtu 15 milionů dolarů.
Film měl premiéru 3. září 2018 na 75. ročníku Mezinárodního filmového festivalu v Benátkách a 22. března 2019 jej společnost Summit Entertainment uvedla v omezeném počtu kin a současně na video-on-demand. Film se setkal se smíšeným až pozitivním přijetím kritiky, přičemž chvála směřovala k Gibsonovu výkonu i temnému prostředí a tématům, ačkoli byl kritizován za svou délku a přílišné násilí. Film získal několik nominací na 45. ročníku Saturn Awards, ale byl také nominován na 40. ročník Zlatých malin v kategorii „Nejhorší bezohlednost k lidskému životu a veřejnému majetku“.

## Děj
Ve fiktivním městě Bulwark se nedávno propuštěný vězeň Henry Johns pohádá se svou matkou, která se vrátila k prostituci a drogám, a znovu se setká se svým ochrnutým mladším bratrem Ethanem.
O tři týdny později jsou detektivové Brett Ridgeman a Anthony Lurasetti suspendováni bez nároku na plat poté, co se objeví video, na kterém bijí drogového dealera. Oba mají finanční problémy – Ridgeman chce odstěhovat svou rodinu do bezpečnější čtvrti, zatímco Lurasetti váhá s žádostí o ruku své přítelkyně Denise. Na doporučení Friedricha, bohatého muže s kriminálními vazbami, začne Ridgeman sledovat a plánovat přepadení profesionálního lupiče Lorentze Vogelmanna a přemluví Lurasettiho, aby mu s tím pomohl.
Vogelmann mezitím provádí brutální loupeže, aby si mohl pořídit neprůstřelnou dodávku. Na velkou bankovní loupež si najme Henryho a jeho přítele Biscuita jako řidiče. Při přepadení berou lupiči rukojmí a popraví zaměstnankyni Kelly, která se snaží varovat policii. Manažera banky zmrzačí a prchají i s cenným nákladem a rukojmí Cheryl. Ridgeman a Lurasetti je sledují, čehož si Henry všimne. Znepokojen brutalitou lupičů, Henry mlčí o přítomnosti policistů. Lurasetti kritizuje Ridgemana za to, že nezasáhl dříve, ale Ridgeman věří, že jen oni mohou situaci vyřešit.
V garáži na venkově se Biscuit pokusí utéct a je zastřelen, Henry postřelí jednoho z lupičů. Umírající Biscuit polkne klíč od dodávky, prosí Henryho, aby se postaral o jeho matku, a je popraven. Cheryl musí vytáhnout jeho tělo a jeden z lupičů jí z břicha vyřízne klíč. V tu chvíli dorazí Ridgeman a Lurasetti a nabourají dodávku. Cheryl předstírá útěk a postřelí Lurasettiho, ale Ridgeman ji vzápětí zastřelí. Následně zabije i druhého lupiče a umírajícímu kolegovi přehraje hlasovou zprávu od Denise, která odmítá jeho žádost o ruku.
Ridgeman naplní dodávku slzným plynem a zastřelí zbývajícího člena gangu, když se vzdává. Před zapálením dodávky ho Henry zastaví výstřelem do vzduchu a žádá, aby náklad zůstal nedotčen. Ridgeman zabije Vogelmanna, který se ho snaží střelit, ale Henry ho vzápětí střelí do nohy a tvrdí, že si vše nahrál na telefon. Ridgeman navrhne, že si kořist rozdělí, a společně naloží těla i zlato. Po zakrytí stop Ridgeman vytáhne skrytou zbraň a donutí Henryho smazat záznam. Oba po sobě vystřelí, Ridgeman je smrtelně raněn. Henry mu přislíbí, že se postará o jeho rodinu a důstojně pohřbí mrtvé.
O jedenáct měsíců později Henry žije v luxusní vile s matkou a bratrem. Rodině Ridgemana anonymně posílá část zlata jako jejich podíl.

## Obsazení
- Mel Gibson jako detektiv Brett Ridgeman
- Vince Vaughn jako detektiv Anthony Lurasetti
- Tory Kittles jako Henry Johns
- Michael Jai White jako „Biscuit“
- Jennifer Carpenter jako Kelly Summer
- Laurie Holden jako Melanie Ridgeman
- Fred Melamed jako pan Edmington
- Udo Kier jako Friedrich
- Tattiawna Jones jako Denise
- Justine Warrington jako Cheryl
- Jordyn Ashley Olson jako Sara Ridgeman
- Liannet Borrego jako Rosalinda
- Myles Truitt jako Ethan Johns
- Vanessa Bell Calloway jako Jennifer Johns
- Noel G. jako Vasquez
- Primo Allon jako Černé rukavice
- Matthew MacCaull jako Šedé rukavice
- Thomas Kretschmann jako Lorentz Vogelmann
- Don Johnson jako nadporučík Calvert
- Richard Newman jako Feinbaum